# Dinas bog
Dinas bog (original titel Dinas bok) er en bog af den norske forfatter Herbjørg Wassmo. Den udkom i 1989. 
"Dinas bog" er første bind i trilogien, efterfulgt af  "Lykken søn"(1992) og "Karnas arv" (1997) 
Bogen foregår højt oppe i Nordnorge. Dina er første og eneste barn af Hjertrud og Edvard.  Edvard er en streng og autoritær far, der fungerer som egnens lensmand. Hjertrud, Dinas mor, er derimod en meget kærlig og elskværdig person. Da Dina er blot 5 år, forårsager hun moderens død, da hun hiver på mekanismen på et stor kogekar fyld med lud, således at det ryger ud over Hjertrud, som efter en dags konstant smerteskrig dør af sine forbrændinger. Dina vokser op med viden om, at hun er moderens morder. Hendes i forvejen strenge far kan ikke tilgive hende for det, og bliver mindet om moderens pinsler hver eneste gang, han ser Dina. Dina bliver et vildt og underligt barn efter denne traumatiske oplevelse.
Herefter bliver danskeren Hr. Lorch ansat som lærer til Dina. Han fortryller Dina med sit cellospil og bringer ro over det ellers vilde barn. Dina lærer selv at spille cello og bliver ganske dygtig. Hr. Lorch prøver også at lære Dina at læse, men det interesserer hun sig ikke for og har svært ved at lære. Til gengæld han hun et talent for at lægge tal sammen og trække dem fra hinanden, til hendes far store fortrydelse. Han kan ikke se, hvad kvinder skal bruge matematik til. Da Dina er 16 bliver hun gift med Jacob Grønelv. Han er ældre end hendes egen far og ganske velhavende. Efter at have været gift med Jacob i nogle år, slår Jacob en dag foden, da han falder ned fra sin elskerindes tag. Der går koldbrand i såret, og det bliver besluttet, at Jacob skal til lægen, som bor et stykke væk. Dina får trumfet igennem, at hun skal transportere ham derhen, ved at hendes hest trækker en slæde med Jacob på. Vinteren er over dem, men Dina tager alligevel af sted. Højt oppe på bjerget hun skal over, klipper hun snorene, der forbinder slæden med hesten og skubber den dødsyge Jacob ud i afgrunden.
I 2002 blev Dinas bog filmatiseret som Jeg er Dina, af den danske instruktør Ole Bornedal.